# Midge Ure
Midge Ure, vlastním jménem James Ure (* 10. října 1953 Cambuslang), je skotský zpěvák. Jeho umělecký pseudonym „Midge“ vznikl fonetickým obrácením původního jména „Jim“. V roce 1972 se stal členem kapely Salvation, v níž hrál na kytaru. Koncem sedmdesátých let působil ve skupině Rich Kids a v letech 1978 až 1982 hrál ve Visage. V té době rovněž dočasně hrál v Thin Lizzy. Později řadu let působil na pozici frontmana kapely Ultravox. V roce 1985 pořádal společně s Bobem Geldofem benefiční koncert Live Aid. O dvacet let později spolu dvojice pořádala festival Live 8. Rovněž jsou autory písně „Do They Know It's Christmas?“.
Nejznámější písní ze sólové kariéry je If I Was z roku 1985, která se umístila na prvním místě britské hitparády.